# Jan II van Coninxlo

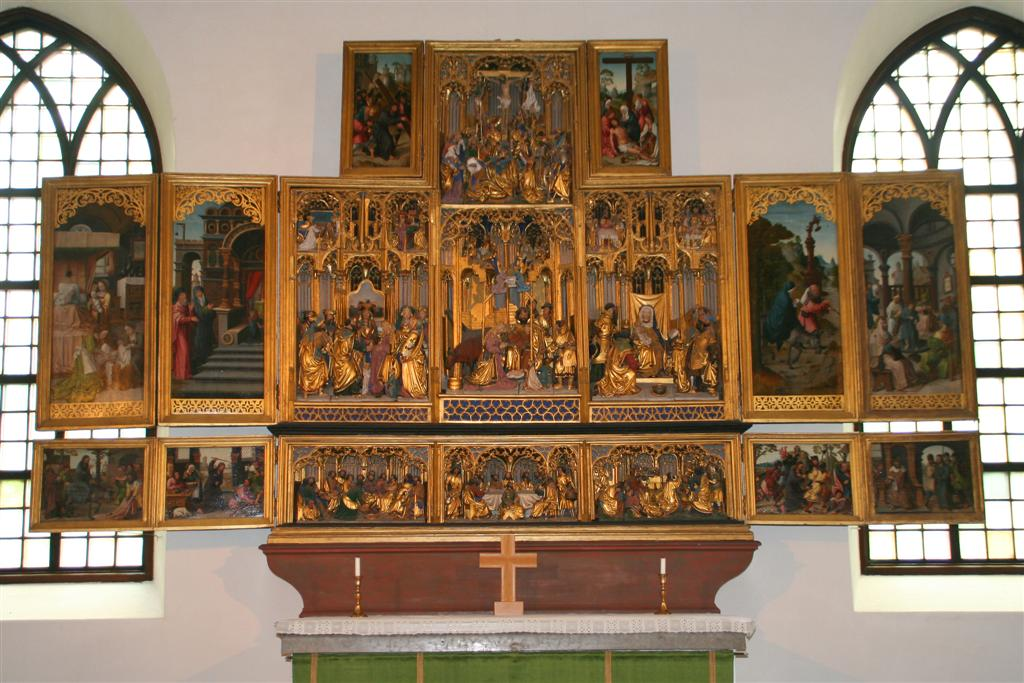
Altaruppsättningen i Jäders kyrka, med Jan II van Coninxlos fyra yttertavlor

Jan II van Coninxlo, eller Jan van Coninxlo den yngre, född omkring 1489 i Bryssel, död troligen omkring 1560, var en flamländsk konstnär.
Uppgifterna om Jan van Coninxlos liv är fragmentariska. Han var sannolikt son till konstnären Jan van Coninxlo den äldre, gift med Elisabet Hasaert och far till konstnären Pieter van Coninxlo. Han verkade först i Bryssel och senare i Antwerpen från 1555.
Det finns fyra signerade verk av Jan II van Coninxlo och fem verk som attribueras till honom. Av dessa nio verk finns tre i Sverige. Vidare finns fem verk, varav tre i Sverige, vilka bedöms komma från van Conixlos verkstad, om än inte säkert från mästaren själv.

## Signerade verk
- fyra flygeltavlor till altaruppsättningen i Jäders kyrka, vilka skildrar Marias liv och Jesu liv, daterade 1514
- två flygeltavlor till en altaruppsättning i Rouen, vilka skildrar Jesus presentation i templet och Jesus farväl från Maria, omkring 1530
- triptyk som visar scener från legenden om Anna, Marias moder i Bryssels konstmuseum, daterad 1546
- två flygeltavlor till en altaruppsättning i Bryssel, vilka skildrar Jesus och de lärde i templet samt bröllopet i Kanaan

## Verk som attribueras till Jan II van Coninxlo
- två flygeltavlor till altaruppsättning i Skånela kyrka, vilka skildrar legenden om Marias fader Joakim och Marias moder Anna, numera förvarade i Uppsala domkyrka
- två flygeltavlor till altaruppsättning i Sala[förtydliga], vilka visar aposteln Johannes på Patmos och Lukas målande jungfru Maria
- en tavla i Paris, vilken visar Jungfru Marias bröllop
- fyra flygeltavlor till en altaruppsättning  i Bryssel, daterade 1551, vilka visar Jungfru Marias sju sorger
- triptyk i Amsterdam, vilken visar scener från Johannes Döparens liv